# Dawid Kubacki
Dawid Kubacki (Nowy Targ, 12 de marzo de 1990) es un deportista polaco que compite en salto en esquí.
Participó en tres Juegos Olímpicos de Invierno, entre los años 2014 y 2022, obteniendo dos medallas, bronce en Pyeongchang 2018, en la prueba de trampolín grande por equipo (junto con Maciej Kot, Stefan Hula y Kamil Stoch), y bronce en Pekín 2022, en el trampolín normal individual.
Ganó cinco medallas en el Campeonato Mundial de Esquí Nórdico entre los años 2013 y 2023.
En los Juegos Europeos de Cracovia 2023 consiguió una medalla de oro en la prueba de trampolín grande individual.

## Palmarés internacional
| Juegos Olímpicos   | Juegos Olímpicos            | Juegos Olímpicos  | Juegos Olímpicos   |
| Año                | Lugar                       | Medalla           | Prueba             |
| ------------------ | --------------------------- | ----------------- | ------------------ |
| 2018               | Pyeongchang (Corea del Sur) | Medalla de bronce | TG por equipo      |
| 2022               | Pekín (China)               | Medalla de bronce | TN individual      |
| Campeonato Mundial |                             |                   |                    |
| Año                | Lugar                       | Medalla           | Prueba             |
| 2013               | Val di Fiemme (Italia)      | Medalla de bronce | TG por equipo      |
| 2017               | Lahti (Finlandia)           | Medalla de oro    | TG por equipo      |
| 2019               | Seefeld (Austria)           | Medalla de oro    | TN individual      |
| 2021               | Oberstdorf (Alemania)       | Medalla de bronce | TG por equipo      |
| 2023               | Planica (Eslovenia)         | Medalla de bronce | TG individual      |
| Juegos Europeos    |                             |                   |                    |
| Año                | Lugar                       | Medalla           | Prueba             |
| 2023               | Zakopane (Polonia)          | Medalla de oro    | TG individual (EV) |